# Lúcia Moniz
Ana Lúcia Moniz (* 9. září 1976 Lisabon) je portugalská zpěvačka a herečka.

## Život
Pochází z muzikantské rodiny, její otec Carlos Alberto Moniz je známý dirigent, její matka Maria do Amparo je zpěvačka.
V devatenácti letech reprezentovala Portugalsko na hudební soutěži Eurovision Song Contest (1996). V roce 1999 nahrála první album Magnolia, které pojmenovala podle místa nahrávání tohoto alba v USA. Po něm přišla další alba 67 a Leva-me Para Casa.
Ve filmu se poprvé výrazně projevila díky režisérovi R. Curtisovi, který jí obsadil do svého filmu Láska nebeská, kde si zahrála dívku Aurelii. Dále vystupovala ve filmu Um Amor próprio či v seriálu 28 golpes.
Lucia je vdaná a má jednu dceru.